# علم الآثار

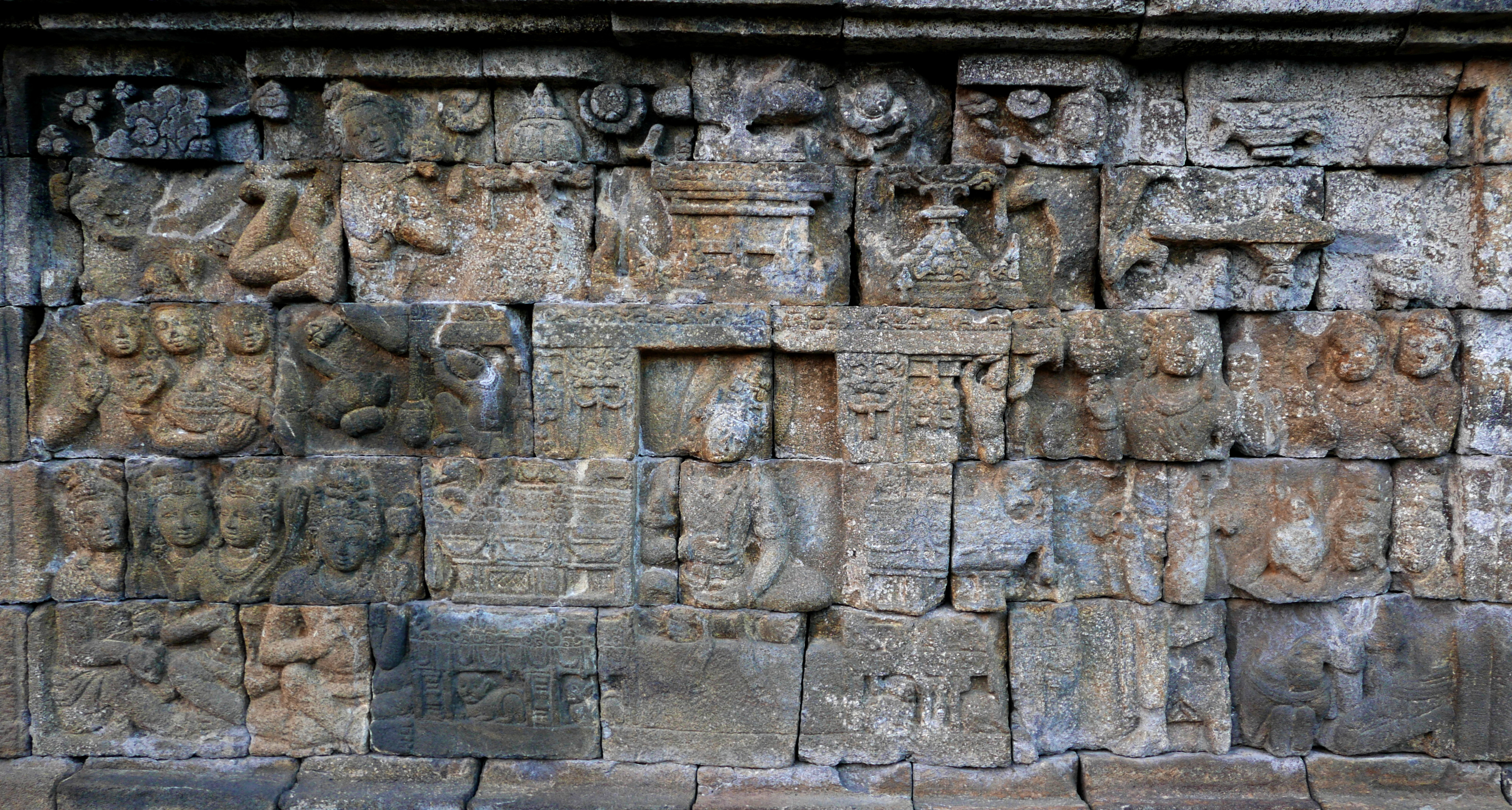
آثار رسم ونحت على الحائط

علم الآثار أو علم الآثار القديمة (بالإنجليزية: Archaeology)‏ (نقحرة: أركيولوجية) وعالِمُها آثَاريّ أو الأَثَري هو علم يختص بدراسة البقايا المادية التي خلفها الإنسان ويبدأ تاريخ دراسة علم الآثار ببداية صُنع الإنسان لأدواته (القواطع والأدوات القاطعة)، وربما سمي علم العاديات نسبة إلى قبيلة عاد البائدة،
وهو دراسة علمية لمخلّفات الحضارة الإنسانية الماضية. وتدرس فيه حياة الشعوب القديمة. وتشمل تلك المخلفات أشياء مثل: المباني والعمائر، والقطع الفنية، والأدوات والفخار والعظام. وقد تكون بعض الاكتشافات مثيرة، مثل قبر فيه حُلي ذهبية، أو بقايا معبد فخم. إلا أن اكتشاف قليل من الأدوات الحجرية أو بذور من الحبوب المتفحمة، ربما يكشف بشكل أفضل عن جوانب كثيرة من حياة الشعوب. وتوثيق أنواع الأكل المستخدمة قديما، ما يكشف أوجه الشبه بين حياة أولئك القوم وحياتنا الحالية. وما يكتشفه عالم الآثار، بدءًا من الصروح الكبيرة وانتهاء بالحبوب، يسهم في رسم صورة عن معالم الحياة في المجتمعات القديمة.
إن البحث الآثاري هو السبيل الوحيد لكشف حياة المجتمعات التي وُجدت قبل اختراع الكتابة منذ خمسة آلاف عام تقريبًا. كما أن البحث الآثاري نفسه يشكِّل رافدًا مهمًا في إغناء معلوماتنا عن المجتمعات القديمة التي تركت سجلات مكتوبة.

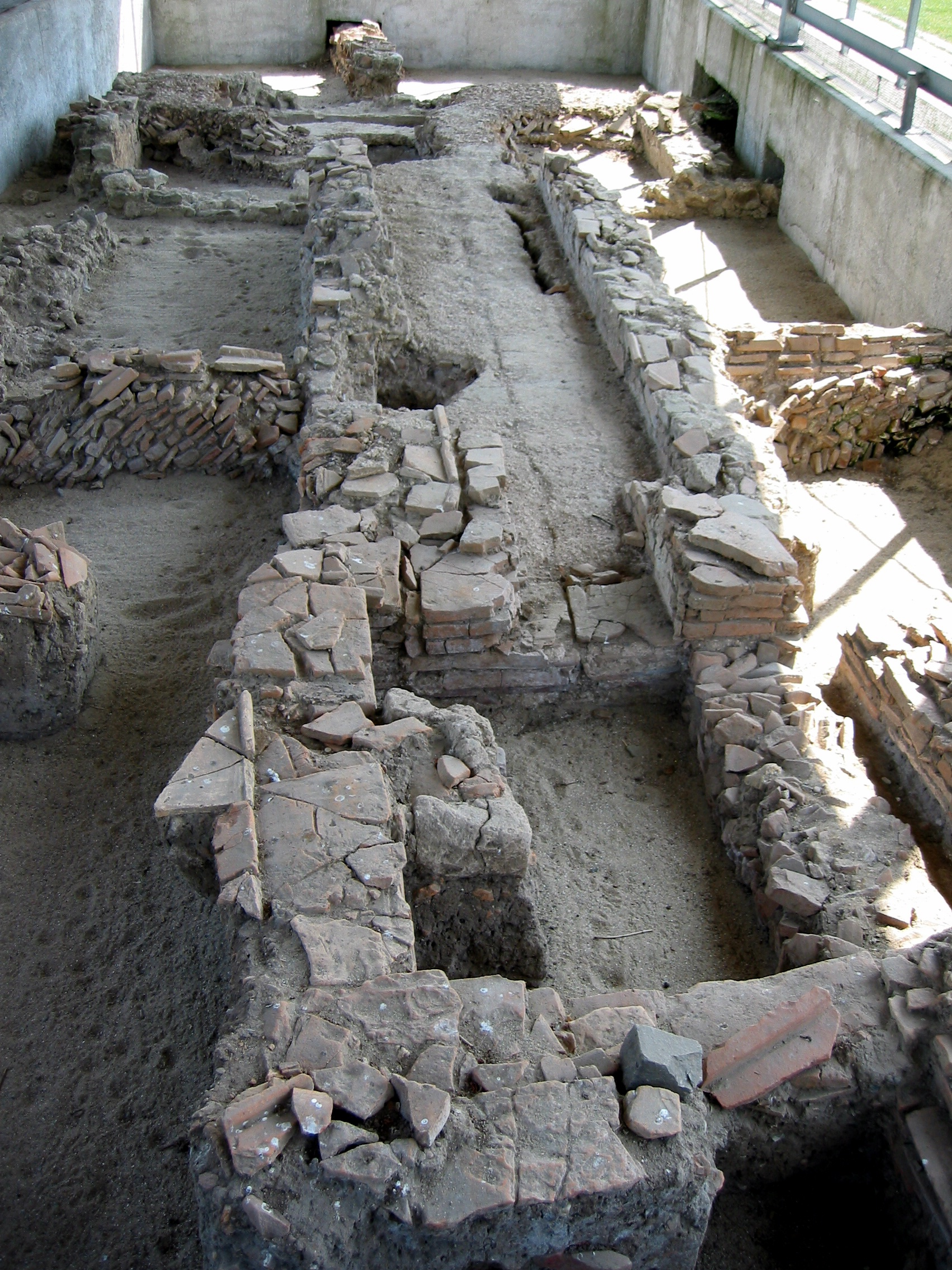
صورة لأحد المواقع الأثرية

## تصنيف علم الآثار
يُعدُّ علم الآثار في القارة الأمريكية، فرعًا من علم الإناسة (الأنثروبولوجيا) وهي دراسة الجنس البشري وتراثه الفكري والمادي. ويرى علماء الآثار في أوروبا أن عملهم هذا يرتبط ارتباطًا وثيقًا بميدان علم التاريخ، غير أن علم الآثار يختلف عن علم التاريخ من جهة أن المؤرخين يدرسون، بصورة رئيسية مسيرة الشعوب استنادًا إلى السجلات المكتوبة.
يتطلع علماء الآثار إلى معرفة الكيفية التي تطورت بها الحضارات، وإلى معرفة المكان والزمان الذين حدث فيهما هذا التطور. وكذلك يبحث هؤلاء ـ شأنهم شأن دارسي العلوم الاجتماعية ـ عن أسباب التغيرات الأساسية التي جعلت الناس في العالم القديم، يتوقفون عن الصيد ـ مثلاً ـ ويتحولون إلى الزراعة. ويطوِّر آثاريون آخرون نظريات تتعلق بالأسباب التي حدت بالناس لبناء المدن وإقامة الطرق التجارية. وبالإضافة إلى ذلك يبحث بعض علماء الآثار عن الأسباب الكامنة وراء سقوط المدنيات السابقة، كحضارة المايا في أمريكا الوسطى، وحضارة الرومان في أوروبا.

## مواد علم الآثار والدليل الأثري
يدرس علماء الآثار أي دليل يمكن أن يساعدهم على فهم حياة الناس الذين عاشوا في الأزمنة القديمة منذ فجر الإنسان الأول وإلى فترتنا التي نعيش(العالم المعاصر). وتتراوح الأدلة الأثرية بين بقايا مدينة كبيرة، وبعض قطع الحجارة، التي تدل على صناع الأدوات الحجرية منذ أزمان بعيدة.ويمكن ذكرالأنواع الأساسية للدليل الأثري وهي

### اللقى المصنوعة المنقولة
أو المعثورات المصنوعة، هي المواد التي صنعها الإنسان ويمكن أن تنقل من مكان إلى آخر دون إحداث تغيير على مظهرها. وهي تشتمل على مواد مثل المشغولات الحجرية كالنّصال والآواني ومشغولات الزينة كالخرز. كما يمكن أن تشتمل ـ بالنسبة إلى مجتمع ذي تاريخ مكتوب ـ على الألواح الطينية وعلى سجلات أخرى مكتوبة

### اللقى المصنوعة الثابتة
تتألف بصورة رئيسية، من البيوت والحُفر والمقابر وقنوات الري، ومنشآت عديدة أخرى، قامت ببنائها الشعوب القديمة. وخلافًا للأدوات، فإنه لا يمكن فصل اللقى الثابتة (الظواهر) عن محيطها، دون أن يحدث تغيير في شكلها.

### اللقى الطبيعية
هي المواد الطبيعية التي توجد جنبًا إلى جنب مع الأدوات والمصنوعات الثابتة. وتكشف هذه المعثورات طريقة تفاعل الناس في العصور القديمة مع محيطهم. وتشتمل اللقى الطبيعية ـ على سبيل المثال ـ على البذور وعظام الحيوانات.

## الموقع الأثري
هو المكان الذي يضم الدليل الأثري. ولفهم سلوك الناس الذين شَغلوا موقعًا أثريًا، لابدّ من دراسة العلاقات بين الأدوات المصنوعة والعمائر واللقى الطبيعية، التي اكتشفت في ذلك الموقع الأثري. فمثلاً اكتشاف رؤوس رماح حجرية قرب عظام نوع من الجواميس المنقرضة في موقع ما في ولاية نيو مكسيكو، يبين أن تلك الجماعات البشرية المبكرة، كانت تصطاد الجواميس في تلك المنطقة.

## المعلومات الأثرية
يستخدم علماء الآثار تقنيات ووسائل خاصة لجمع الدليل الآثاري جمعًا دقيقًا ومنهجيًا، ويحتفظون بسجلات تفصيلية عن المعثورات الأثرية، لأن التَّنقيب الآثاري المفصل يتلف البقايا الأثرية موضع البحث.

### تحديد الموقع
تحديد الموقع الأثري هو الخطوة الأولى، التي يجب على عالم الآثار القيام بها. وربما تكون المواقع الأثرية موجودة فوق سطح الأرض، كما قد تكون تحت سطح الأرض، أو تحت الماء. وتشتمل المواقع الموجودة تحت الماء على سفن غارقة، أو مدن بأكملها غمرتها المياه نتيجة تغيرات طرأت على سطح الأرض أو على مستوى الماء.
وقد يتم تحديد بعض المواقع الأثرية بسهولة، لأنها تُشاهَد بالعين المجردة، أو يمكن تعقب أثرها من خلال الأوصاف التي وردت عنها في المرويات القديمة، أو السجلات التاريخية الأخرى. وهناك مواقع أثرية، أقل وضوحًا قد تكتشف بالصدفة

### مسح منطقة
يستخدم علماء الآثار مناهج علمية للعثور على المواقع الأثرية. والطريقة التقليدية لاكتشاف جميع المواقع الأثرية في منطقة ما، تتم من خلال المسح سيرًا على الأقدام. بحيث يتباعد الآثاريون بعضهم عن بعض بمسافات معينة، ويسيرون في اتجاهات مرسومة. وكان كل فرد يبحث عن الدليل الآثاري، وهو سائر إلى الأمام. ويستخدم الآثاريون هذه الطريقة عندما يرغبون في تمييز المنطقة، التي تضم مواقع أثرية عن تلك التي لا يوجد فيها مثل هذه المواقع. فمثلاً يمكنهم استخدام هذه الطريقة، للتأكد من أن المواقع الأثرية لمنطقة معينة موجودة في قمم التلال وليس في الوديان.
ويتَّبع علماء الآثار طُرقًا علمية للمساعدة على كشف المواقع الأثرية الموجودة تحت السطح. فالتصوير الجوي، مثلاً، يُظهر اختلافات في نمو النباتات التي تشير بدورها إلى وجود دليل آثاري. فالنباتات الأطول في بقعة من الحقل قد تكون مزروعة فوق قبر قديم، أو فوق قناة للري. أما النباتات الأقصر الموجودة في بقعة أخرى من الحقل، فقد تكون مزروعة في أرض ضحلة فوق عمارة قديمة أو طريق. وبالإضافة إلى ذلك تستخدم كواشف معدنية، لمعرفة ما إذا كانت هناك أدوات معدنية، سبق أن دُفنت في الأرض على عمق لا يزيد على 180سم.

### مسح الموقع
أول مرحلة من مراحل الدراسة لموقع ما، هي وصف هذا الموقع. فيسجل هؤلاء ملاحظات تفصيلية حول مكان الموقع، ونوع الدليل الآثاري الشاخص على سطحه. كما يلتقطون صورًا لهذا الموقع.
ويقوم الآثاريون برسم خرائط لمعظم المواقع الأثرية التي يتم اكتشافها. ويعتمد نوع الخريطة المرسومة على أهمية الموقع وأهداف الدراسة ومقدار الوقت والمال المتوافرين. ويَعْمد هؤلاء ـ في بعض الأحيان ـ إلى رسم خرائط مبسطة بعد أن تتم عملية قياس الأبعاد، سواء بالخطوات أو باستخدام شريط القياس. وتستخدم في حالات أخرى، أدوات خاصة لمسح الموقع الأثري بعناية، ولرسم خرائط تفصيلية له.
وبعد رسم الخريطة يجمع العلماء بعض الملتقطات الموجودة على سطح الموقع الأثري. ثم يقومون بتقسيم السطح إلى مربعات صغيرة، ودراسة كل مربع على حدة. وبعد ذلك يسجلون على الخريطة المواضع التي وجدت فيها الأدوات. ويمكن أن تُقدِّم لنا أماكن الملتقَطات السطحية معلومات عن زمان وكيفية استخدام الموقع.
هنالك مجموعة من الطرق المستخدمة في المسح الاثري منها: طريقة المسح السيزمي (المسح بالموجات الزلزالية).

### تنقيب الموقع
ينقب الآثاريون بحذر بحثًا عن المواد المدفونة في عملية تدعى بالتنقيب الآثاري، وتعتمد طريقة التنقيب الآثاري جزئيًا على نوع الموقع. فمثلاً يمكن للآثاريين الذين يعملون في كهف، أن يُقسِّموا أرضية الكهف والبقعة الموجودة أمامه إلى وحدات على شكل مربعات صغيرة. ومن ثم ينقبون في كل وحدة على انفراد. وقد يحفر الآثاريون، الذين يعملون في رصيف معبد، خندقًا أمام الرصيف، ومن ثم يمدون الخندق نحو الأرض المجاورة للرصيف. وفي المواقع الكبيرة يمكن حصر التنقيب في أجزاء معينة من الموقع، كما أن هناك اعتبارات أخرى تقرر في الأغلب منهج التنقيب الآثاري، مثل المناخ وتربة الموقع.
وتتباين الأدوات التي تستخدم في الحفريات بين الجرَّارات والآليات الثقيلة الأخرى والمحافير الصغيرة والفُرش. وفي بعض الحالات يقوم الآثاري بغربلة التربة للحصول على اللقى الصغيرة. وفي حالات أخرى يقوم بتحليل التربة في المختبر، لاكتشاف البذور وحبوب اللقاح أو أية تحولات كيميائية، نتجت عن المخلفات البشرية.

### تنقيب تحت الماء
يستخدم الآثاريون الذين يعملون تحت الماء طرقًا عديدة، تم اقتباسها من علم الآثار الأرضي. وقد يكشف التصوير الجوي، فوق مياه صافية المعالم الرئيسية لموانئ أو مدن مغمورة. ويساعد استخدام المسح السوناري، الذي يعتمد على الموجات الصوتية على كشف المواد المغمورة تحت الماء. ويستخدم الغواصون، أيضًا أجهزة كشف معدنية خاصة بكشف المواد المعدنية. ويمكن رسم الخرائط التصويرية للمواقع من الغواصات، أو من قِبل الغواصين الذين يحملون آلات للتصوير تحت الماء. ويعمل الآثاريون في مواقع تحت الماء، وهم داخل حجرات عازلة للضغط، وصالحة للعمل تحت الماء. وتُستخدم البالونات لرفع المعثورات الكبيرة إلى سطح الأرض بغية دراستها بصورة أوسع ودقة أكثر.

### التوثيق
تسجيل الدليل الآثاري والاحتفاظ به من أهم مراحل العمل حيث يقوم الآثارين بوصف وتصوير وإحصاء اللقى. ثم يقومون بتصنيفها إلى مجموعات وفقًا لأنواعها ومواقعها. فمثلاً يُحتفظ بالقطع الفخارية، التي تسمى أحيانًا الفِلَق أو الكِسَر الخزفية، من كل وحدة من وحدات التنقيب، ومن كل طبقة فيها، في مجموعات منفصلة، ثم تنقل إلى المختبر الميداني، لتنظف وتدوَّن عليها المعلومات الخاصة بالوحدة والطبقة التي جاءت منها.
ويجب أن تبذل عناية فائقة، في المختبر الميداني، للمحافظة على الأشياء المصنوعة من مواد كالمعدن والخشب. فمثلاً المواد الخشبية المشبعة بالماء، قد تتشقق أو تفقد شكلها عندما تتعرض للهواء، ولذلك يجب الاحتفاظ بها رطبة إلى حين يتمكن الاختصاصيون من صيانتها.

## تفسير اللقى
يتبع الآثاريون ثلاث خطوات أساسية في تفسير الدليل الذي يعثرون عليه وهي:

### التصنيف
يمكن للآثارين تفسير اللقى الأثرية، إذا ما استطاعوا معرفة أنماط انتشار الأدوات زمانًا ومكانًا. وللوصول إلى هذه الأنماط يجب عليهم أولاً تصنيف الأدوات في مجموعات تحوي كل مجموعة معثورات متشابهة. والنظامان الأساسيان للتصنيف هما: النوعي والتتابعي (التتابع الطرزي).

#### التصنيف النوعي
تصنف المواد ضمن مجموعات حسب مواد صناعتها، وطرق صنعها، ووظائفها. وتدعى كل مجموعة من هذه اللقى نوعًا. فمثلاً تُمثِّل جميع الأواني الفخارية المتشابهة التي يعثر عليها في موقع واحد نوعًا واحدًا، في حين تُمثِّل أواني أخرى متشابهة من موقع آخر نوعًا آخر.

#### التصنيف التتابعي النمطي
ترتب المواد ذات النوع الواحد كلها في سلسلة تعكس التغيرات في النمط (الطراز). وهذه التغيرات إما أن تكون قد حصلت تدريجيًا مع مرور الزمن، أو نتيجة انتشار ثقافة منطقة في مناطق أخرى. وفي حالات كثيرة يجب معرفة عمر المواد لتحديد المادة الأولى والأخيرة في السلسلة.

### التأريخ
لعلماء الآثار طرق مختلفة لتحديد أعمار المعثورات القديمة ويمكن تقسيم هذه الطرق إلى نوعين أساسيين هما:

#### التأريخ النسبي
محاولة معرفة قِدم بعض اللقى بالنسبة لبعضها الآخر. ولهذا فإن طريقة التأريخ النسبي تقدم مقارنات ولا تقدم تواريخ حقيقية. فمثلاً يستطيع علماء الآثار تحديد الأعمار النسبية للعظام التي يعثرون عليها في موقع ما، من خلال قياسهم لما تحتويه هذه العظام من الفلور، ذلك لأن الفلور في المياه الجوفية يحل محل عناصر أخرى في العظام

## التأريخ المطلق
يحدد عمر المعثور بالسنوات. وهناك طرق عديدة للتأريخ المطلق. والطريقة التي تستخدم في كل حالة ترتكز بصورة رئيسية على نوعية المادة التي يحدد تأريخها.
والطريقة الأوسع استخدامًا لتحديد تأريخ بقايا النباتات القديمة أو الحيوانات أو الكائنات البشرية هي التأريخ بالكربون المشع. وتعتمد هذه الطريقة على حقيقة مفادها أن الكائنات الحية كلها تمتص باستمرار نوعين من ذرات الكربون، وهما الكربون 12 والكربون 14. وتسمى ذرات الكربون 14 أيضًا بالكربون المشع، وهي ذرات غير مستقرة، وتتحول إلى ذرات نيتروجينية. ولذلك فعندما يموت كائن ما فإن نسبة الكربون 14 إلى الكربون 12 تتناقص بدرجة معينة لتصل إلى نسبة معروفة. ونتيجة لهذا يستطيع علماء الآثار حساب عمر عينة ما عن طريق قياس كميات الكربون 12 والكربون 14 المتبقية فيه. وتعد الطريقة التقليدية المتبعة في قياس الأعمار دقيقة لحساب أعمار الكائنات التي تعود إلى 50000 سنة. أما التقنية الأحدث التي تستخدم الجهاز الذي يُعرف بمعجل الجسيمات، فهي تعد طريقة دقيقة لحساب أعمار الكائنات التي يصل عمرها إلى 60000 سنة. وهذا ينطبق أيضًا حتى على أصغر العينات.
يستخدم علماء الآثار تأريخ الأرجون ـ بوتاسيوم لإيجاد أعمار تكونات صخرية معينة تحوي مواد أثرية. وتحتوي هذه الصخور على البوتاسيوم 40 المشع، الذي يتحول إلى غاز الأرجون 40 بنسبة ثابتة. ويقوم العلماء بقياس كمية كل عنصر موجود ثم احتساب عمر الصخرة. وقد استخدمت هذه الطريقة لتأريخ تكونات صخرية وعظام وأدوات وُجدت بشرقي أفريقيا. وقد وُجِدَ أن عمر الصخرة حوالي مليون وثلاثة أرباع المليون سنة مما يشير إلى أن العظام والأدوات أيضًا من العمر نفسه.
وأفضل طريقة معروفة لتأريخ الخشب هي التأريخ بحلقات الأشجار. وتقوم هذه التقنية على احتساب حلقات النمو السنوية الظاهرة على المقاطع العرضية للأشجار المقطوعة. ويقوم علماء الآثار بمطابقة نموذج حلقات شجرة قديمة، يُعثَر عليها في موقع ما، مع حلقات تلك المواد الخشبية القديمة لتحديد عمر الموقع. ويعتبر التأريخ بحلقات الأشجار هو الأكثر دقة في كافة مجالات التأريخ، ولكنه يُستخدم فقط مع المواد الخشبية التي لا يتجاوز عمرها حوالي 8000 سنة.

### الدراسة والتحليل
يقوم علماء الآثار بدراسة الأدوات والظواهر وتحليلها بغية الحصول على معلومات مثل: كيف صنعت الأدوات وأين استخدمت. وفي بعض الأحيان يحصل العلماء على معلومات من خلال التجربة المباشرة. ففي أواسط الثمانينيات من القرن العشرين قام آثاريون من كمبردج بإنجلترا بإعادة بناء سفينة إغريقية كلاسيكية وتسمى تريريم وأبحروا بها. وبهذه الطريقة تعلموا الكثير عن صناعة السفن الإغريقية وفن الملاحة في العصور القديمة. وتساعد الأدوات والظواهر على تفسير الحياة الاجتماعية التي كانت قائمة في الأزمنة القديمة. فحجم البيوت يمكن أن يبين عدد الناس الذين كانوا يعيشون في بيت واحد. وتدل كمية الأحافير التي يُعثر عليها في أحد القبور وقيمتها، على الطبقة الاجتماعية التي ينتمي إليها الشخص المدفون.
أما تقويم المعثورات الطبيعية، فيكشف عن معلومات، مثل نوع الطعام الذي كان الناس يتناولونه وما إذا كانوا ينتجون المحاصيل أو يجمعون النباتات البرية. ويمكن للمعثورات الطبيعية أن تكشف أنماط الهجرات القديمة. فوجود بذرة من الحبوب غريبة عن المنطقة مثلاً، يمكن أن يكشف عن كيفية وتاريخ انتقال المواد من مكان إلى آخر.
وقد يقوِّم الآثاريون الدليل الأثري بمساعدة متخصصين في حقول أخرى. فعلماء الحيوان يساعدون في التعرف على عظام الحيوانات، وطرق الذبح التي كانت سائدة. كما يقوم علماء النبات بتحليل البذور، ليحصلوا على معلومات حول النشاطات الزراعية القديمة. ويعمل مع الآثاريين أيضًا متخصصون آخرون مثل الجيولوجيين والمعماريين والمهندسين. ويعمد المتخصصون في بعض الحالات إلى تشغيل أجهزة الحاسوب التي تيسّر عملية التقويم وتعجّل بها إلى حد كبير.